# Юен Добсон
Юен Добсон (англ. Ewan Dobson; нар. 9 вересня 1981) — канадський гітарист, що виконує музику в стилі фінгерстайл і акустичний метал, використовує різний набір технік гри на акустичній гітарі. Записується на незалежному лейблі CandyRat Records. Його музика багато успадкувала у блюграсса, класики, фолк-музики, техно, металу, а також трансу.
Є володарем нагород з класичної і акустичної гітарної музики, включаючи перші призи в музичному фестивалі Burlington Rotary Fall, музичному фестивалі Pickering Rotary 1996 і 1998 років, а також стипендії D'Addario від музичного фестивалю Kiwanis, яка дається кращому класичному гітаристу, який бере участь у конкурсі. Юен посів перше місце в п'ятих щорічних змаганнях з фінгерстайлу Annual Canadian Fingerstyle Guitar Competition. Через три місяці він посів третє місце в 38 щорічному конкурсі Annual International Fingerstyle Guitar Competition в Вінфілд (Канзас), а відразу після цього — перше місце в категорії «акустична гітара» в четвертому щорічному змаганні Annual Montreal Guitar Grand Prix .
У 1993 році Юену поставили діагноз синдрому порушення уваги і гіперактивності, обсесивно-компульсивного розладу і легку форму синдрому Туретта. На підтримку поінформованості про існування синдрому Туретта брав участь у благодійній конференції Tourette's Syndrome National Conference в Канаді.